# Aechmea pubescens
Aechmea pubescens es una especie fanerógama de la familia de Bromeliáceas, originaria de Costa Rica y Venezuela.

## Descripción
Son epífitas, que alcanzan un tamaño de 40–100 (–120) cm de alto en flor. Hojas 38–80 (–100) cm de largo; vainas 4.5–8 cm de ancho, ampliamente elípticas a obovadas, enteras, densamente adpreso-lepidotas; láminas liguladas, 2–4.5 cm de ancho, agudas a acuminadas, dentadas, subdensa a esparcidamente lepidotas. Escapo erecto, 35–75 cm de largo, glabrescente a lanoso, brácteas erectas a divergentes, más largas y ocultando gran parte del escapo, enteras; inflorescencia 1 o 2-pinnado compuesta, 1.5–35 cm de largo, con (3–) 11–50 espigas, brácteas primarias inferiores parecidas a las brácteas del escapo, patentes, más cortas que las espigas hasta obviamente más largas, enteras; espigas con 7–12 (–23) flores dísticas, patentes, brácteas florales ampliamente ovadas, 1–1.4 cm de largo, verdes con un margen pálido, más largas que el ovario y mucho más largas que los sépalos en la antesis, 2–3 veces más largas que los entrenudos, imbricadas (patentes en la fructificación), acuminadas, densamente pubescentes, glabrescentes, flores sésiles; sépalos 5–7 mm de largo, basalmente connados por 1 mm de su longitud, asimétricos, agudos y mucronados, pubescencia evanescente; pétalos morados.

## Taxonomía
Aechmea pubescens fue descrita por John Gilbert Baker y publicado en Journal of Botany, British and Foreign 17: 135. 1879.
Etimología
Aechmea: nombre genérico que deriva del griego akme ("punta"), en alusión a los picos rígidos con los que está equipado el cáliz.
pubescens: epíteto latino que significa "pubescente, con pelos".
Sinonimia
- Aechmea standleyi Cufod.[3][4]